# Racer (Kennywood)
Racer in Kennywood (West Mifflin, Pennsylvania, USA) ist der Name zweier Möbius-Holzachterbahnen, die 1910 bzw. 1927 eröffnet wurden. Von diesem Modell gibt es weltweit nur drei Exemplare.

## Geschichte

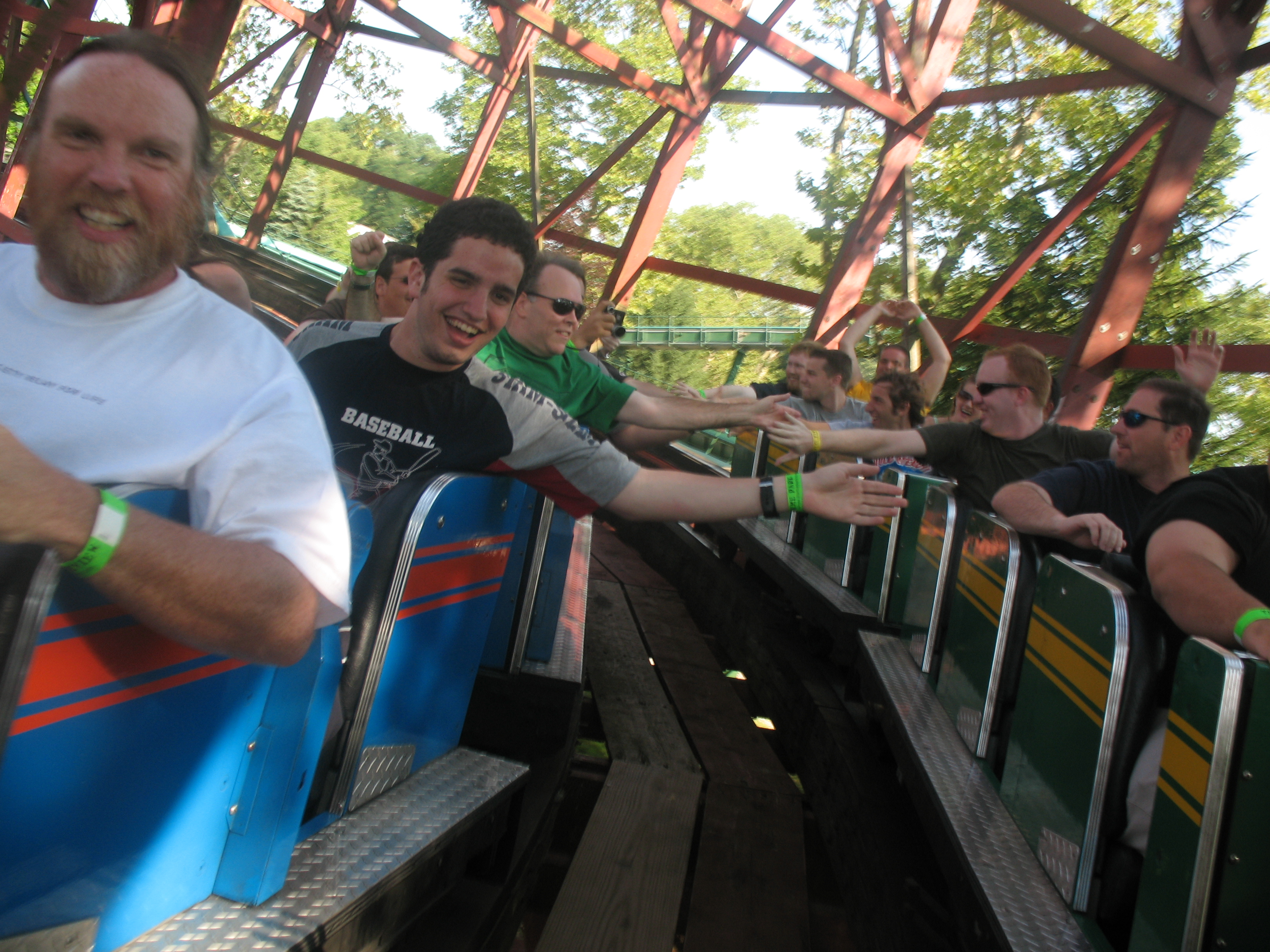

Der erste Racer wurde 1910 von Ingersoll Brothers als Sidefriction-Achterbahn gebaut. Es war eine zweispurige Racing-Achterbahn, die von John A. Miller konstruiert wurde und ungefähr 50.000 US-Dollar kostete. Zum Zeitpunkt der Eröffnung war sie die größte Racing-Achterbahn der Welt. Zwei Züge fuhren damals parallel zueinander. Diese besaßen allerdings keine Räder unter den Schienen, wodurch ein Abheben der Züge möglich war. Jeder Zug besaß drei Wagen mit Platz für jeweils sechs Personen (drei Reihen à zwei Personen). Racer wurde 1926 abgerissen und durch das Kinderland ersetzt.
Der zweite Racer wurde ebenfalls von John Miller konstruiert und von Charile Mach gebaut. Da Kennywood die vorherige Arbeit von John Miller mochte, wurde er erneut beauftragt, um eine Racing-Achterbahn zu konstruieren. Die Bahn kostete mehr als 75.000 US-Dollar, da John Miller die Topografie nicht so effektiv nutzte, wie bei Jack Rabbit und Thunderbolt. Der höchste Hügel wurde in eine Schlucht gebaut, wodurch mehr Holz benötigt wurde. Die Züge des neuen Racer besitzen Räder auch unter der Strecke, wodurch geneigte Kurven und Abfahrten ermöglicht wurden. 1949 wurden von Andy Vettel letzte Änderungen an einem Hügel der Bahn vorgenommen.

## Züge
Racer besitzt drei Züge mit jeweils vier Wagen. In jedem Wagen können sechs Personen (drei Reihen à zwei Personen) Platz nehmen.

## Galerie

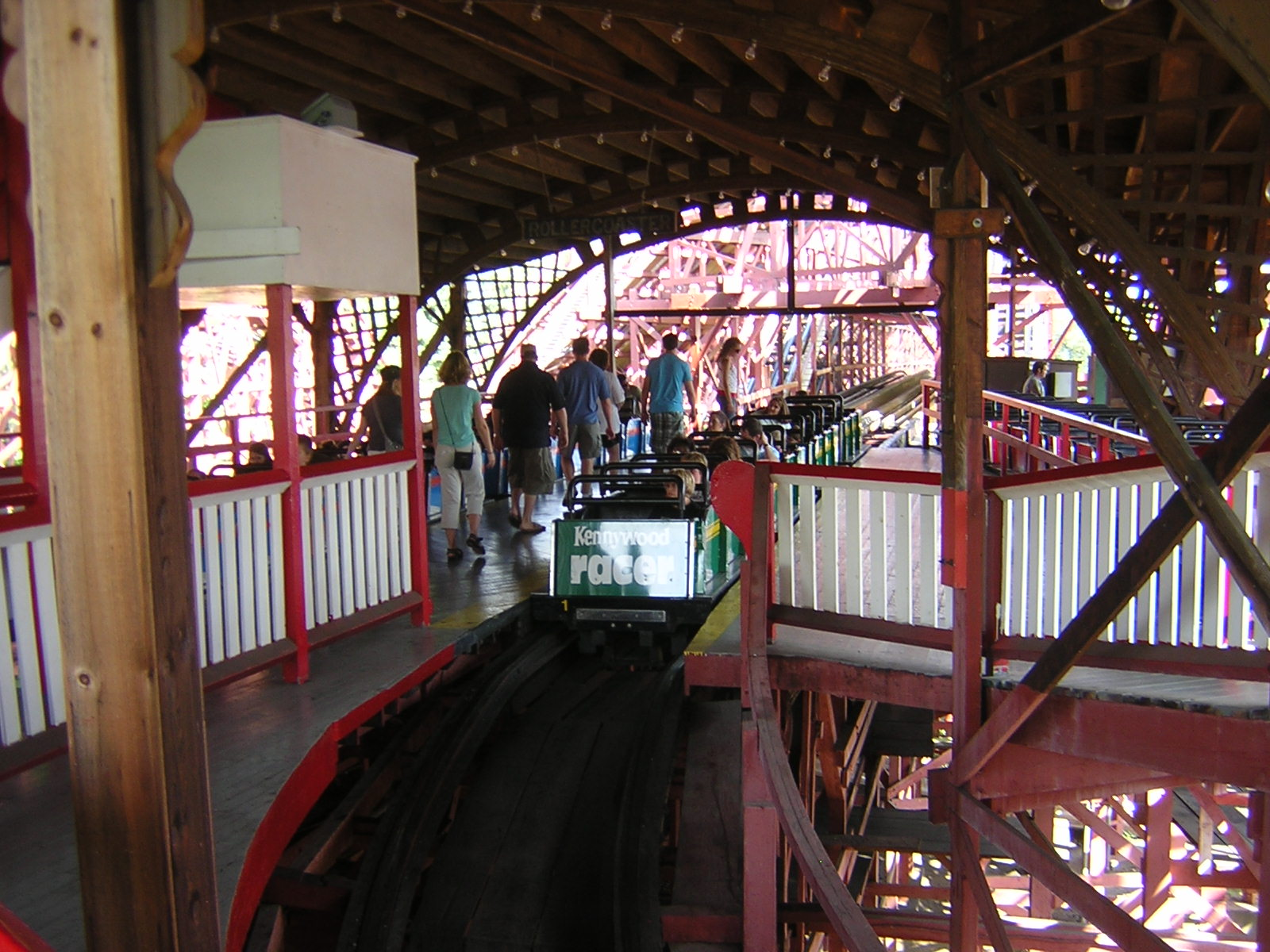
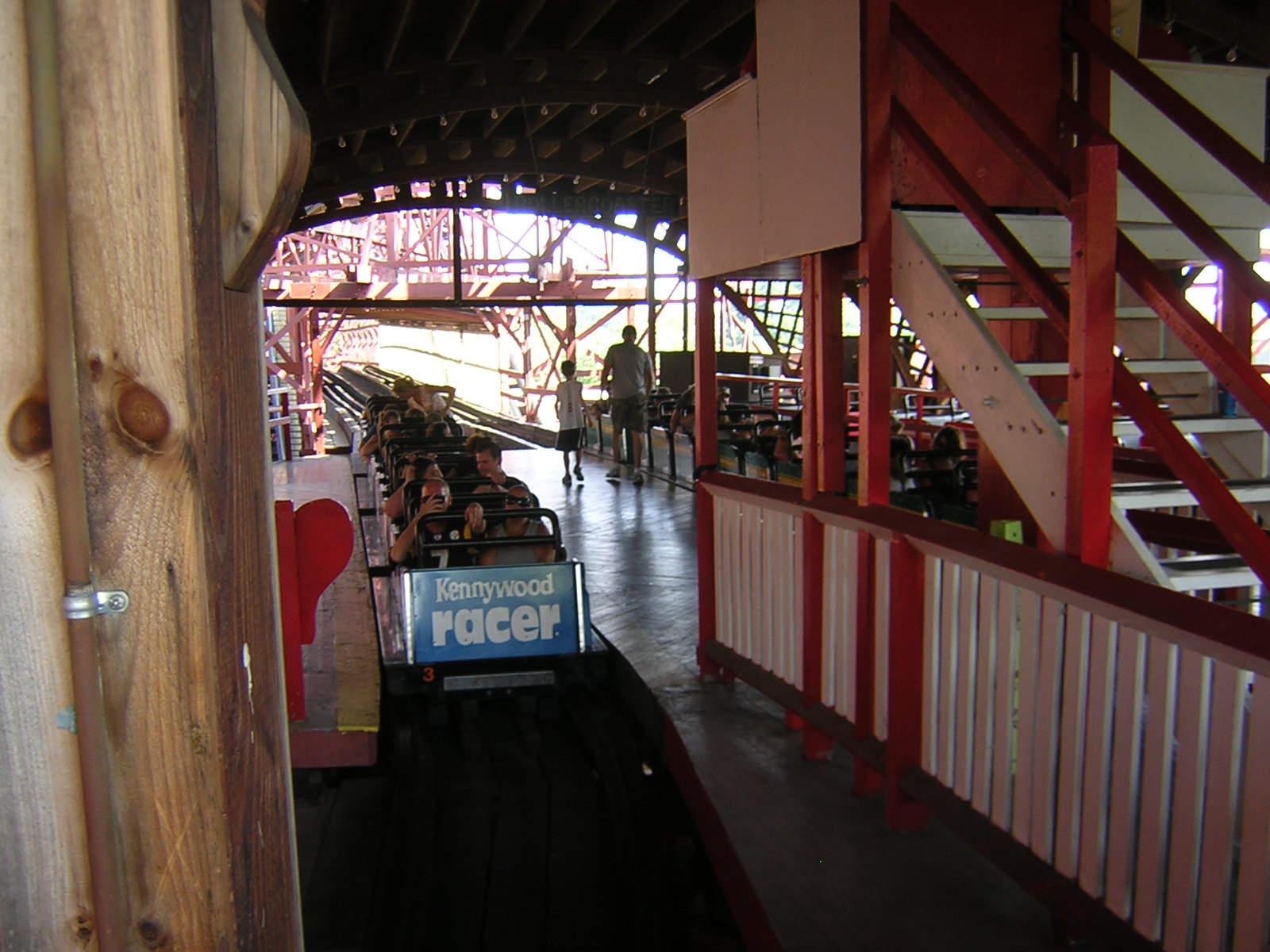